# کالهوو
کالهوو (به چکی: Kalhov) یک منطقهٔ مسکونی در جمهوری چک است که در ناحیه ییهلاوا واقع شده‌است. کالهوو ۴٫۸۵ کیلومتر مربع مساحت و ۱۱۹ نفر جمعیت دارد و ۶۶۰ متر بالاتر از سطح دریا واقع شده‌است.